# Landesverwaltungsgesetz (Schleswig-Holstein)
Das Landesverwaltungsgesetz kodifiziert das Verwaltungs- und Verwaltungsverfahrensrecht des Landes Schleswig-Holstein. 1968 in Kraft getreten, hatte es Vorbild- und Schrittmacherfunktion für die anderen Länder in Westdeutschland.
Im Gegenzug zu allen anderen Bundesländern, gibt es für die öffentliche Gefahrenabwehr kein separates und explizites Polizeigesetz. Diese Regelungen sind vielmehr im Landesverwaltungsgesetz abgebildet.

## Geschichte und Bedeutung
Ministerpräsident Helmut Lemke wünschte eine Vereinheitlichung des Landesrechts. Er initiierte eine öffentliche und politische Diskussion. Die Brisanz des umstrittenen Vorschlags veranlasste den Deutschen Juristentag, das Thema 1960 auf der 43. Tagung in München zur Diskussion zu stellen.
Fritz Werner, der Präsident des Bundesverwaltungsgerichts, bat Klaus von der Groeben um ein Gutachten für die öffentlich-rechtliche Abteilung. Als sie unter Vorsitz von Ernst Friesenhahn zusammentrat, gelang es v. der Groeben, gegen die Voten der Verwaltungswissenschaft (vertreten durch Werner Weber) und der Verwaltungsgerichtsbarkeit eine Mehrheit für den Kodifikationsgedanken zu gewinnen.
Zwar nahm die Landesregierung das zum Anlass für ein Gesetzgebungsverfahren; bis zum ersten Referentenentwurf vergingen aber noch fünf Jahre. Carl Hermann Ule und besonders Franz Mayer berieten und unterstützten v. der Groeben. Als die Vorlage des Gesetzentwurfs im Landtag Schleswig-Holstein beraten wurde und das Kabinett Lemke I auf baldige Verabschiedung drängte, bremste die Opposition. Als damals seltene Ausnahme wurde deshalb ein besonderer Landtagsausschuss gebildet. Als Zeichen ihres Unwillens entsandte die SPD nur Mitglieder, die in der Fraktionsarbeit nicht hervorgetreten waren. Dem späteren Innenstaatssekretär Hans-Joachim Knack war es zu verdanken, „daß die Beratungen rechtzeitig zum Abschluß gebracht werden konnten. Mit seinen überzeugenden Darstellungen konnte er auch den meisten linken Mitgliedern des Ausschusses die Vorzüge des Entwurfs verdeutlichen und sie erkennen lassen, daß die Regelung des Verfahrensrechts dem Schutz der Bürger zu dienen bestimmt war“.
Das Landesverwaltungsgesetz wurde erst im Frühjahr 1967 (nach v. der Groebens Pensionierung) verabschiedet. In der (alten) Bundesrepublik Deutschland war es die erste gesetzliche Regelung des Verwaltungsverfahrens und wichtiger Rechtssätze des materiellen Verwaltungsrechts. Es diente den anderen Ländern und dem Bund als Modell für nachziehende Gesetzgebung.